# Rapoto III. (Ortenburg)

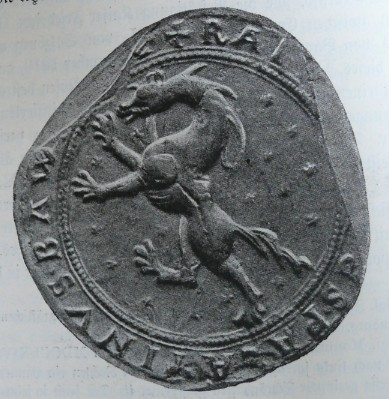
Siegel Rapotos III. aus dem Jahr 1247.

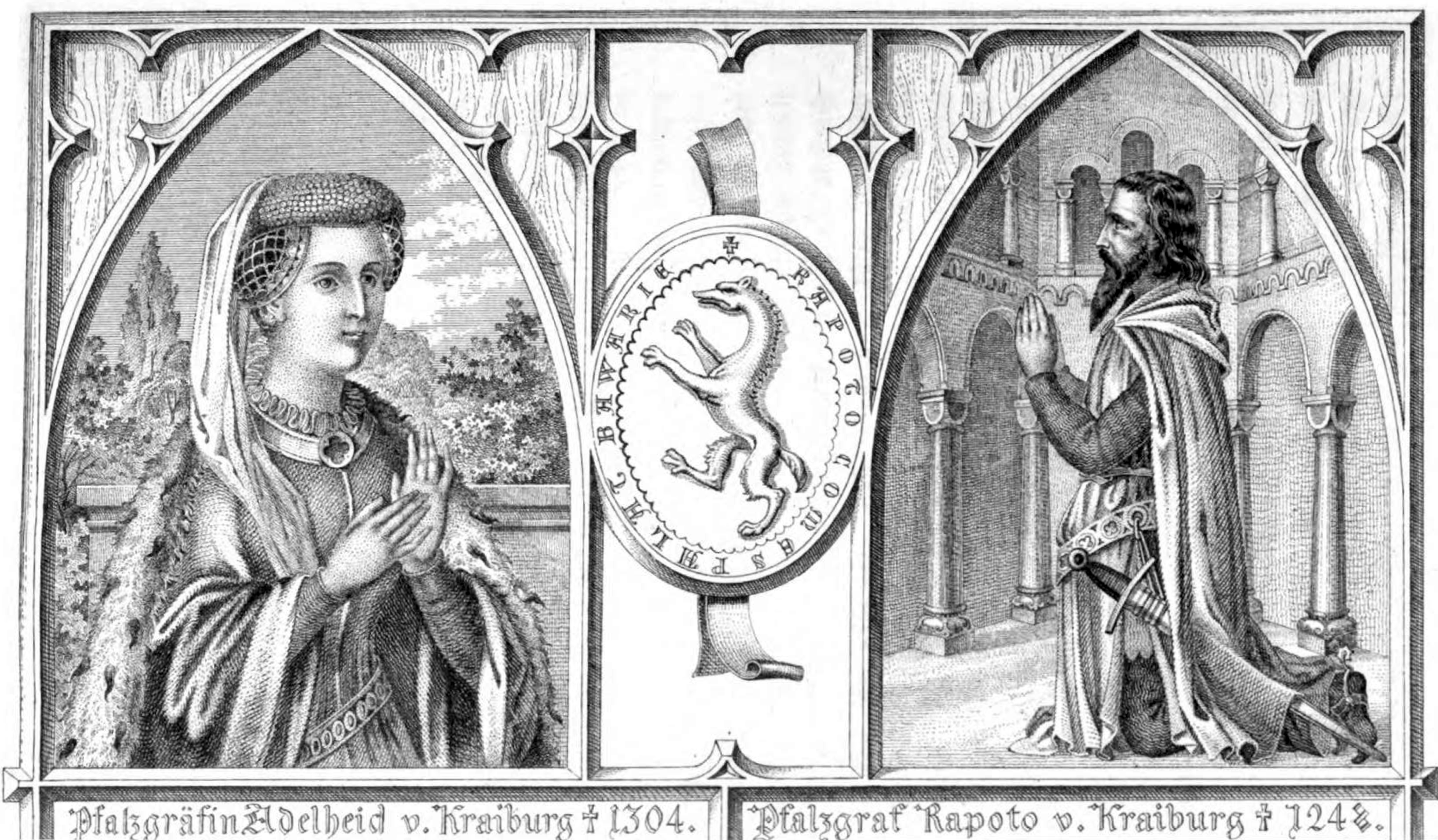
Pfalzgraf Rapoto III. und seine Gemahlin Adelheid, dargestellt mitsamt dem pfalzgräflichen Wappen.

Rapoto III. († 4. Juni 1248) war Sohn des Pfalzgrafen Rapoto II. von Ortenburg und stammt somit aus dem Hause der Ortenburger. Rapoto folgte seinem gleichnamigen Vater in Amt und Würden als Graf von Kraiburg-Marquartstein und Pfalzgraf von Bayern nach.

## Leben und Wirken
Nach dem Ableben seines Vaters fiel Rapoto III. die Pfalzgrafenwürde Bayerns zu, welche er von 1231 bis zu seinem Tode innehatte. Unter seiner Regierungszeit stand das Ortenburger Adelsgeschlecht am Gipfel seiner Macht. Nie mehr sollte es so einflussreich und mächtig sein wie zu seinen Lebzeiten. Sein alleiniger Besitz erstreckte sich von der Donau bis hinab ins Brixental in Tirol.
Der bevorzugte Sitz der Pfalzgrafschaft war Kraiburg, Hauptsitz der Grafschaft Kraiburg. Die Verwaltung seiner Rottaler Besitzungen lag in Griesbach. Diese profitierte wirtschaftlich enorm und führte zu großem Wohlstand in der Stadt.
Zwischen 1234 und 1236 zog er zusammen mit seinem Onkel Graf Heinrich I. von Ortenburg und Herzog Otto II. von Bayern gegen Herzog Friedrich II. von Österreich in den Krieg. Friedrich erhob nach seiner Heirat mit Agnes von Andechs Ansprüche auf Gebiete westlich des Inns, besonders auf Gebiete der bayerischen Herzöge. Der Krieg verlief mit wechselseitigem Erfolg, jedoch konnte sich keine Partei einen entscheidenden Vorteil erkämpfen. Eine Wendung gab es erst durch das Eingreifen Kaiser Friedrichs II. Der Kaiser verhängte die Reichsacht über den österreichischen Herzog, da dieser auf Seiten des abtrünnigen Kaisersohnes kämpfte. Die Ausführung der Reichsacht übertrug der Kaiser Herzog Otto von Bayern und Herzog Bernhard von Kärnten. 1237 zogen die beiden Herzöge, zusammen mit dem Kaiser, mit einer gewaltigen Heeresmacht nach Österreich. Darunter Rapoto III. und sein Onkel Graf Heinrich. Wien wurde Anfang des Jahres 1237 von den kaiserlichen Truppen eingenommen, nachdem Herzog Friedrich in seine starke Festung Wiener Neustadt geflohen war.
1239 kam es zwischen dem Bischof Siegfried von Regensburg und Rapoto zu einer blutigen Fehde. Es ging dabei um Streitigkeiten wegen der pfalzgräflichen Zollstätten an der Donau bei Burg Hilgartsberg und Vilshofen. Ein Jahr später wurde Rapoto III. von Siegfried gefangen genommen. Seine Freiheit kostete Rapoto enorme Gebiete und Einfluss, unter anderem musste er viele seiner Burgen und Gebiete in Tirol und im Ramsauer Land an den Bischof abtreten. Darunter waren auch die Besitzungen im Brixner Tal.
Im Jahre 1244 reiste Rapoto nach Salzburg, um dort mit Erzbischof Eberhard II. über seine Rechte im Chiemgau zu verhandeln, welche sein Vater Rapoto II. nach dem Tod des Grafen Bernhard von Lebenau im Jahre 1229 und dem damit verbundenen Aussterben des Spanheimer-Zweiges der Grafen von Lebenau erhalten hatte. Rapoto erhielt diese Besitzungen von Eberhard als unveräußerliches und nicht weiterzugebendes Lehen.
Mit seinem Tod im Jahre 1248 erlosch der Ortenburger Zweig der Pfalzgrafen. Rapotos Besitzungen gingen an die Familie der Werdenberger über, da er nur eine Tochter hatte. Die Besitzungen fielen später, durch Verkauf, an die bayrischen Herzöge. Für das Ortenburger Haus stellte dies einen bedeutenden Verlust dar.
In Kraiburg am Inn ist heute die Graf-Rapoto-Straße nach ihm, seinem Großvater Rapoto I. und seinem Vater benannt.

## Nachkommen
Rapoto III. war mit Adelheid von Zollern, Tochter des Burggrafen Konrad von Zollern verheiratet. Aus dieser Ehe entstammte folgendes Kind:
- Elisabeth, ⚭ Hartmann I. von Werdenberg